# 布魯斯特 (明尼蘇達州)
布魯斯特（英語：Brewster）是一個位於美國明尼蘇達州諾布爾斯縣的城市。

## 人口

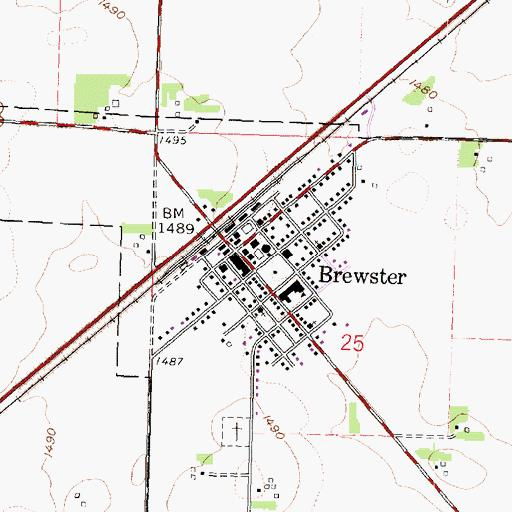
布魯斯特的地形圖

根據2020年美國人口普查的數據，布魯斯特的面積為3.59平方千米，皆為陸地。當地共有人口506人，而人口密度為每平方千米141人。